# Áed Rón mac Cathail
Áed Rón mac Cathail (mort en 604) est un souverain des Uí Failghe, un peuple du Laigin dans l'actuel Comté d'Offaly.
Il est le petit-fils de Bruidge mac Nath Í (mort en 579),et le premier souverain mentionné après lui.

## Contexte
Áed mentionné dans la « Liste de Rois » du  Livre de Leinster de manière incorrecte sous le nom de  Aed Róin mac Falge Ruit. Il est également évoqué dans un poème des généalogies au sujet du fort royal de Rathangan dans le comté de Kildare. Son père Cathal mac Bruidgi est lui aussi mentionné comme roi dans ce poème mais pas dans la Liste de Rois ni dans les annales.
Áed se range au coté de la lignée du Síl nÁedo Sláine contre celle du Clan Cholmáin dans la faide entre les Ui Neill du Sud. De ce fait il est tué en 604 le même jour Áed Sláine au profit de  Conall Guthbinn (mort en 635), roi d'Uisneach (« ríg Uisnig »)
Son fils Ailill mac Áedo Róin devient roi d'Uí Failghe. Toutefois les rois suivants sont issus de son frère Máel Uma. Áed Rón  lui-même, est l'ancêtre des Uí Cormaic;  Máel Uma des Uí Fland , Coibnenach des Uí Móenaig et Uí Máel Umae et son autre frère Óengus Berraide des Uí Berraide. Parmi ces sept seuls les Uí Flaind accèderont à la royauté

## Sources
- (en) Gearóid Mac Niocaill, Ireland before Vikings, Dublin, Gill & Macmillan, 1972, p. 93
- (en) Francis John Byrne, Irish Kings and High-Kings, Dublin, Courts Press History Classics, 2001 (ISBN 1-85182-196-1).
- (en) Dáibhí Ó Cróinín, A New History of Ireland, Volume I, Oxford, Oxford University Press, 2005, 1219 p. (ISBN 978-0-19-922665-8)